# André Labatut
André Labatut (Bordeus, 18 de juliol de 1891 - Bordeus, 30 de setembre de 1977) va ser un tirador d'esgrima francès que va competir a començaments del segle xx.
El 1920 va prendre part en els Jocs Olímpics d'Anvers, on disputà dues proves del programa d'esgrima. En la competició de floret per equips guanyà la medalla de plata, mentre en la floret individual fou quart.
Quatre anys més tard, als Jocs de París, guanyà la medalla d'or en les dues proves del programa d'esgrima que disputà, floret i espasa per equips.
El 1928, a Amsterdam, va disputar els seus tercers i darrers Jocs Olímpics. Sols va disputar una prova del programa d'esgrima, la d'floret per equips, en què guanyà la medalla de plata.